# Lycodon ferroni
Lycodon ferroni är en ormart som beskrevs av Lanza 1999. Lycodon ferroni ingår i släktet Lycodon och familjen snokar. Inga underarter finns listade i Catalogue of Life.
Denna orm förekommer på ön Samar i centrala Filippinerna. Arten är känd från ett exemplar som hittades vid 40 meter över havet. Fyndplatsen var ingången av en grotta som var omgiven av tät skog. Honor lägger antagligen ägg.
I området sker skogsröjningar och svedjebruk. Populationens storlek är okänd. IUCN kategoriserar arten globalt som otillräckligt studerad.